# Arroyo Dehesa
Arroyo Dehesa är en ort i Mexiko.   Den ligger i kommunen Playa Vicente och delstaten Veracruz, i den sydöstra delen av landet, 400 km sydost om huvudstaden Mexico City. Arroyo Dehesa ligger 94 meter över havet och antalet invånare är 406.
Terrängen runt Arroyo Dehesa är platt. Runt Arroyo Dehesa är det ganska glesbefolkat, med 24 invånare per kvadratkilometer. Närmaste större samhälle är Playa Vicente, 12,7 km väster om Arroyo Dehesa. Omgivningarna runt Arroyo Dehesa är en mosaik av jordbruksmark och naturlig växtlighet.